# Зорба гъркът (филм)
 Тази статия е за филма.  За книгата с паралелно заглавие „Зорба гъркът“ вижте Алексис Зорбас.  За балета вижте Зорба гъркът (балет).
„Зорба гъркът“ (на английски: Alexis Zorbas; на гръцки: Αλέξης Ζορμπάς) известен още като „Алексис Зорбас“ е драматичен филм, копродукция на САЩ, Великобритания и Гърция, излязъл по екраните през 1964 година, режисиран от Михалис Какоянис, който е автор и на сценария базиран на едноименната новела на Никос Казандзакис. В главните роли участват Антъни Куин и Алън Бейтс.
Филмът е сред основните заглавия на 37-ата церемония по връчване на наградите „Оскар“ с номинации за награда в 7 категории, включително за „най-добър филм“, печелейки 3 статуетки, в това число наградата за най-добра поддържаща женска роля за Лиля Кедрова и най-добра кинематография (операторско майсторство). „Зорба гъркът“ получава 5 номинации за престижните награди „Златен глобус“, включително за най-добър филм, най-добър режисьор и най-добър актьор в главна роля за Антъни Куин.
Музиката към филма на Микис Теодоракис, и особено песента „Зорба“ става популярна по цял свят и се превръща в символ на Гърция. През 1968 година, произведението е претворено под формата на мюзикъл поставен на Бродуей.

## Сюжет
Внимание:  Текстът по-долу разкрива сюжета на произведението (или части от него)!
Във филма се разказва за младия англичанин Бейзъл, който има смесен гръко-английски произход. След като получава наследство – участък земя на остров Крит, той заминава за там да проучи възможностите за бизнес. Докато се опитва да разработи лигнитната мина, той се сблъсква с жестоките нрави на местните жители, бедността, проблемите на всекидневието и само приятелството му с един местен жизнерадостен, добросърдечен и находчив грък Зорба му позволява да преодолее препятствията и намери решение на проблемите.

## В ролите
| Актьор           | Роля            |
| ---------------- | --------------- |
| Антъни Куин      | Алексис Зорба   |
| Алън Бейтс       | Базил           |
| Ирини Папа       | вдовицата       |
| Лиля Кедрова     | Мадам Хортензия |
| Сотирис Мустакас | Мимитос         |
| Анна Кирякоу     | Соул            |
| Елени Аносаки    | Лола            |
| Йорго Воягис     | Павло           |
| Такис Емануел    | Манолакас       |
| Гиоргос Фоунтас  | Маврандони      |